# Gumball 3000

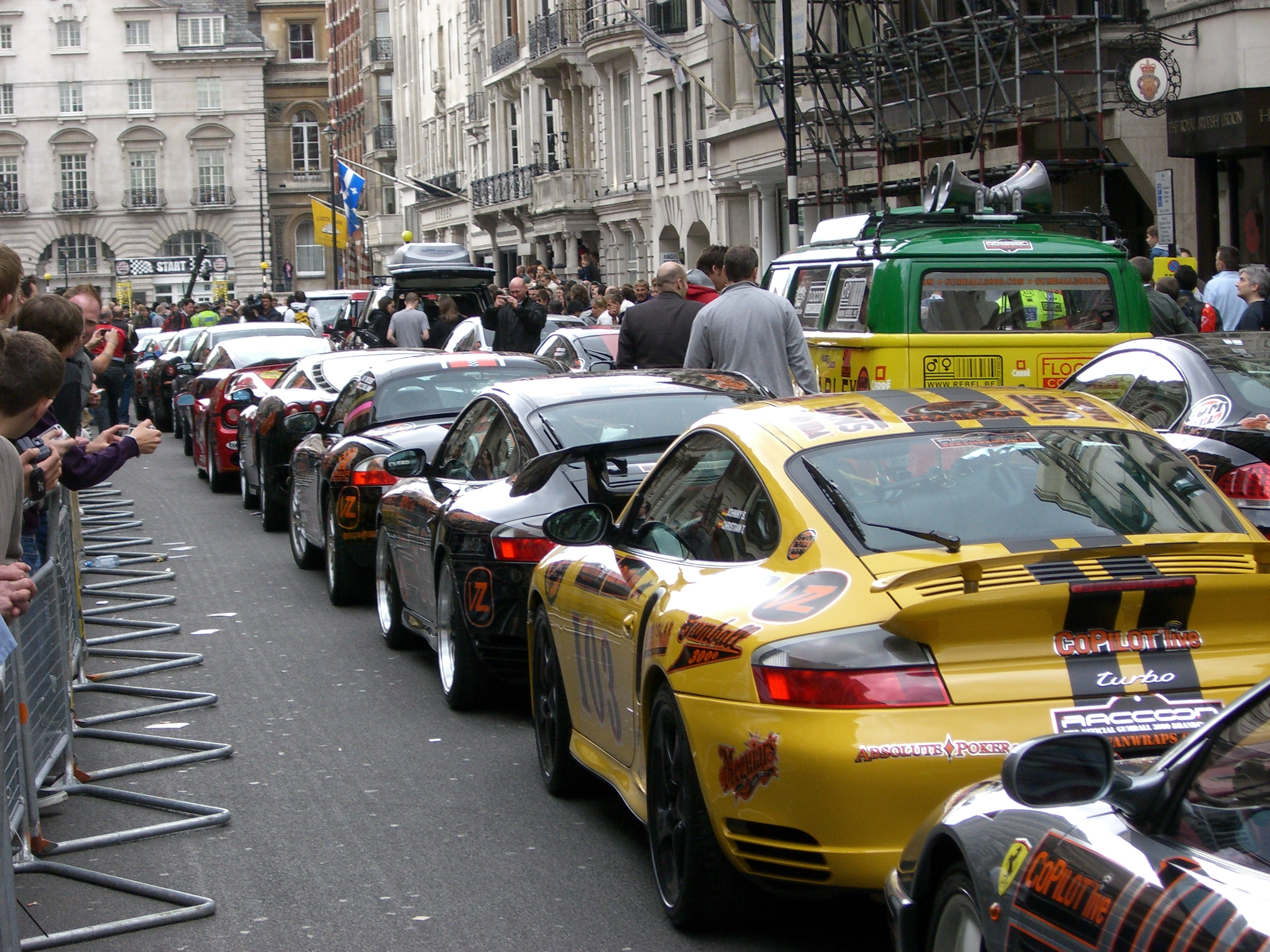
Den 30 april 2006 startade Gumball 3000 från London.

Gumball 3000 är ett årligt återkommande 3000 mile (4 800 km) långt internationellt rally med supersportbilar som äger rum på allmänna vägar på olika platser runt om i världen. Första gången det kördes var 1999. Fordonstypen är inte enhetlig utan består av många typer av bilar som åker tävlingens delsträckor. Vinnaren brukar inte vara den som kommer först i mål, utan den som färdats med mest stil. Gumball 3000 grundades av Maximillion Cooper. Rallyt kritiseras för att vara en tävling och för att deltagare prioriterar tävlingsframgångar i så hög grad att de bryter mot länders lagar och trafikregler även om detta allvarligt riskerar andra människors säkerhet i trafiken och liv. År 2001 fick rallyt publicitet i svenska media då den bland annat gick genom Sverige för första gången.
Den 2 maj 2007 skedde en dödsolycka då en brittisk förare krockade med en bil i Makedonien. Den makedonska bilens förare och passagerare avled senare på sjukhus. Rallyt avbröts och bilföraren greps av polisen då han försökte lämna landet, men släpptes senare i väntan på polisutredningen.
Hösten 2010 visade TV6 i en TV-serie, kallad Gumball 3000 med Erik & Mackan, när duon Erik och Mackan deltog under våren/sommaren 2010. 2012 års upplaga av Gumball 3000 deltog den svenske freestyle-skidåkaren Jon Olsson för tredje året i rad med sin modifierade Audi R8 (2010 & 2011 körde han i en Lamborghini Murcielago SV) och hans gode vän, slalomåkaren Jens Byggmark körde en Camaro SS.
Den 23 maj 2015 gick starten från Norrbro i Stockholm med målgång den 30 maj i Las Vegas via bland annat Oslo den 24 maj, Strömstad, Skee och Ängelholm den 25 maj. Vid Hogstorp, nära Uddevalla på samma dag hade polisen en kontroll intill E6:an. Resultatet blev fem indragna körkort och elva fortkörningsböter.

## Gumball 3000 startade från Stockholm 2015

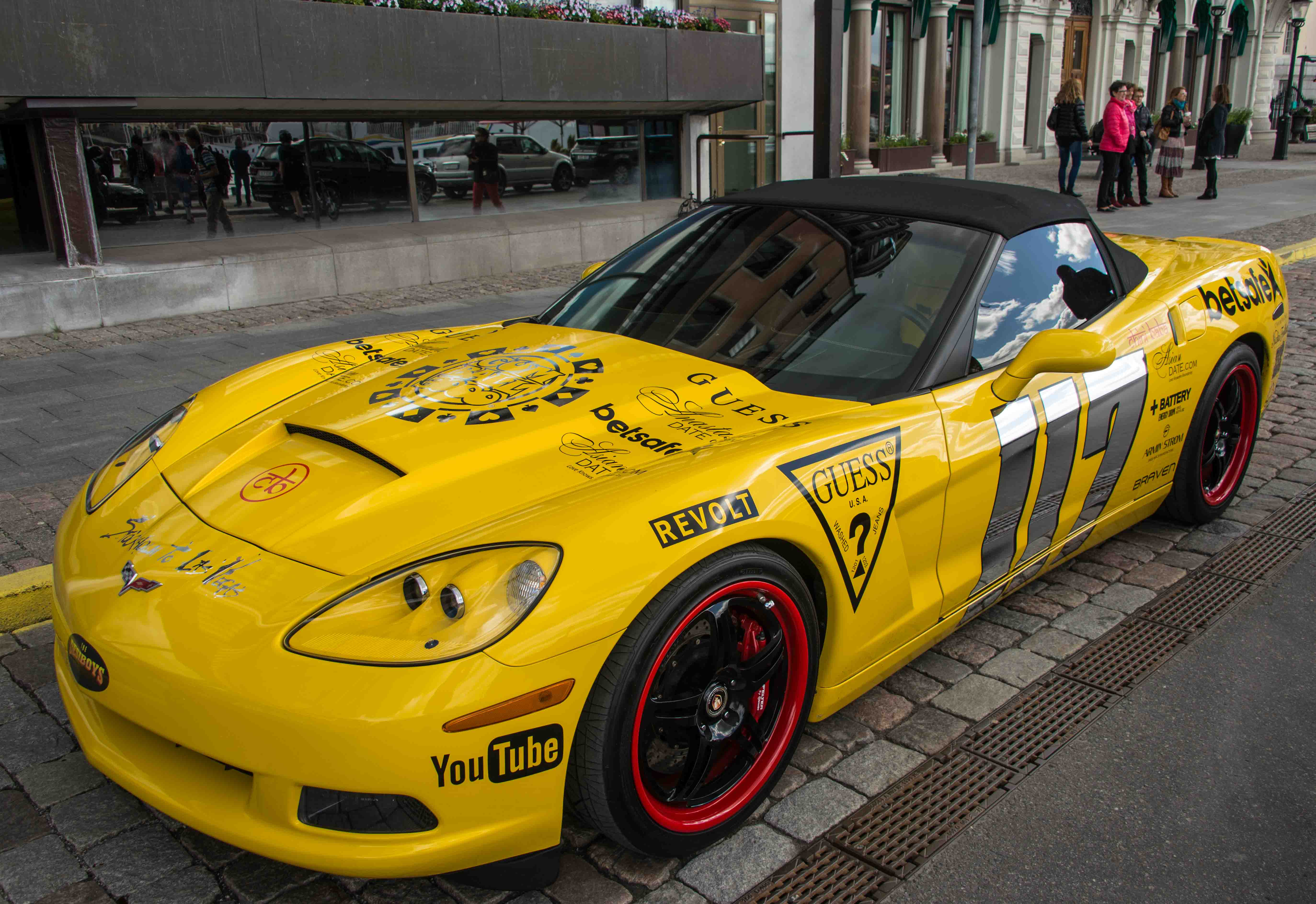
Chevrolet Corvette C6
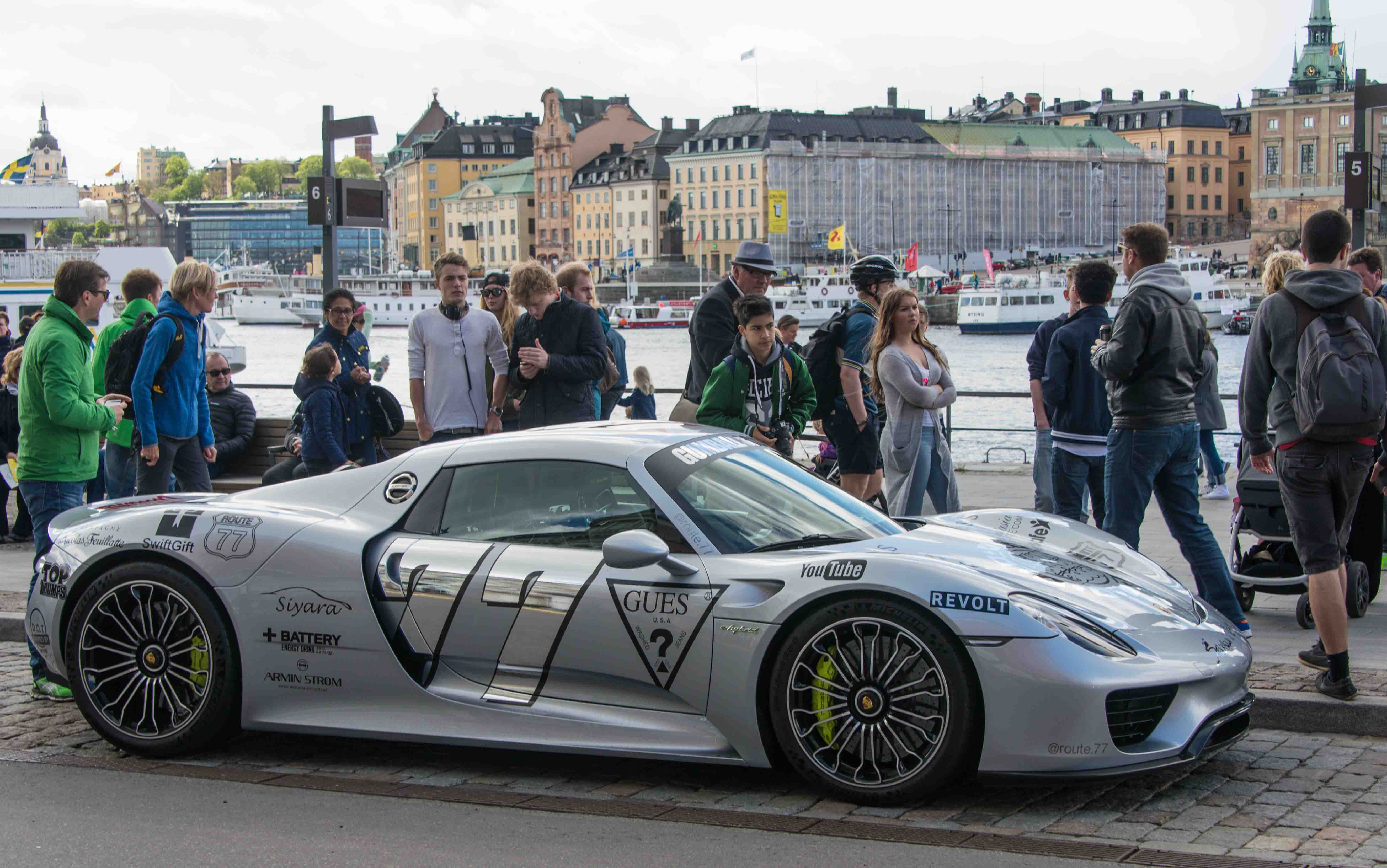
Porsche 918 Spyder
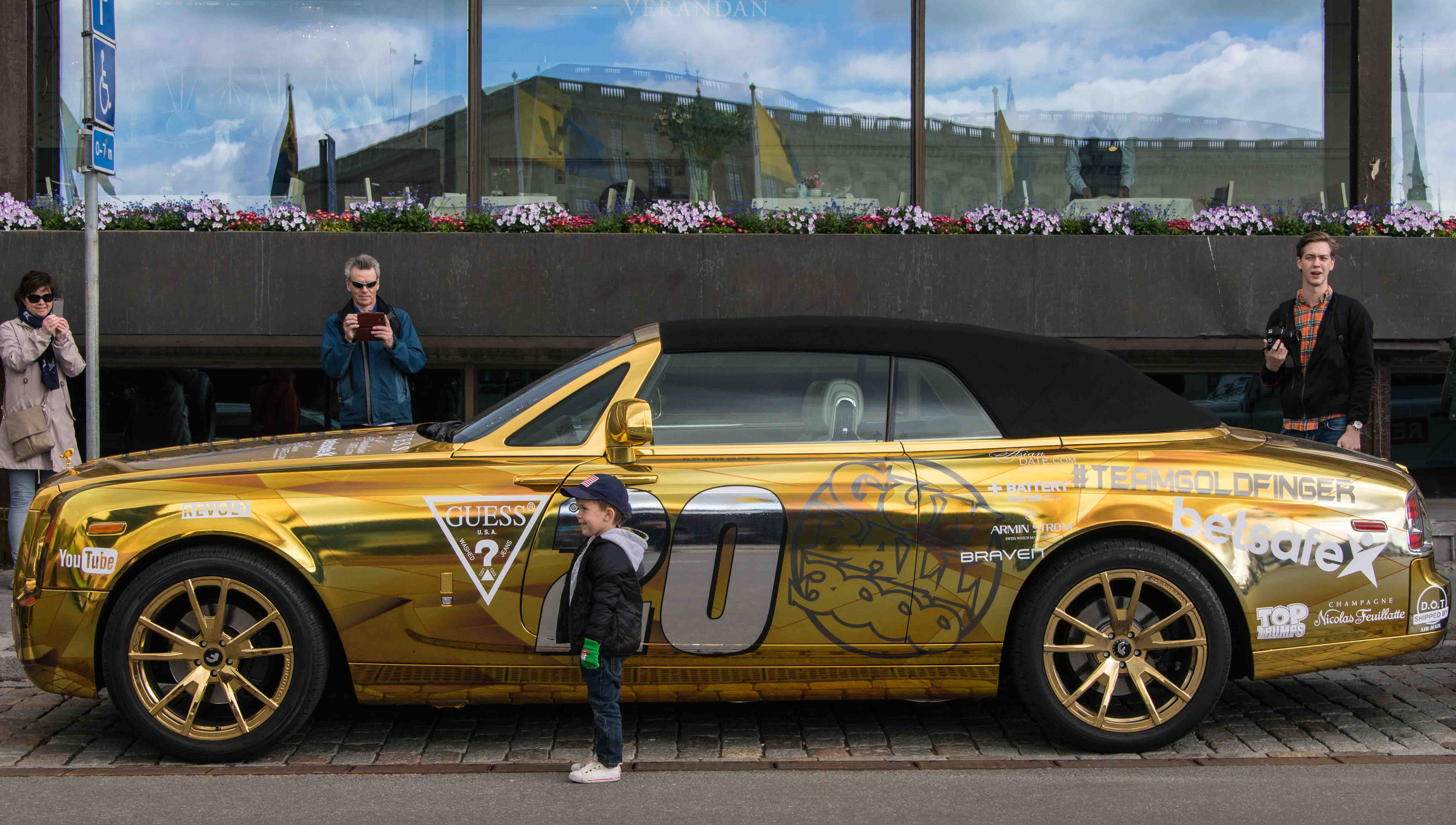
TV-producenten och finansmannen Steve Goldfields Rolls-Royce Phantom Drophead Coupé.
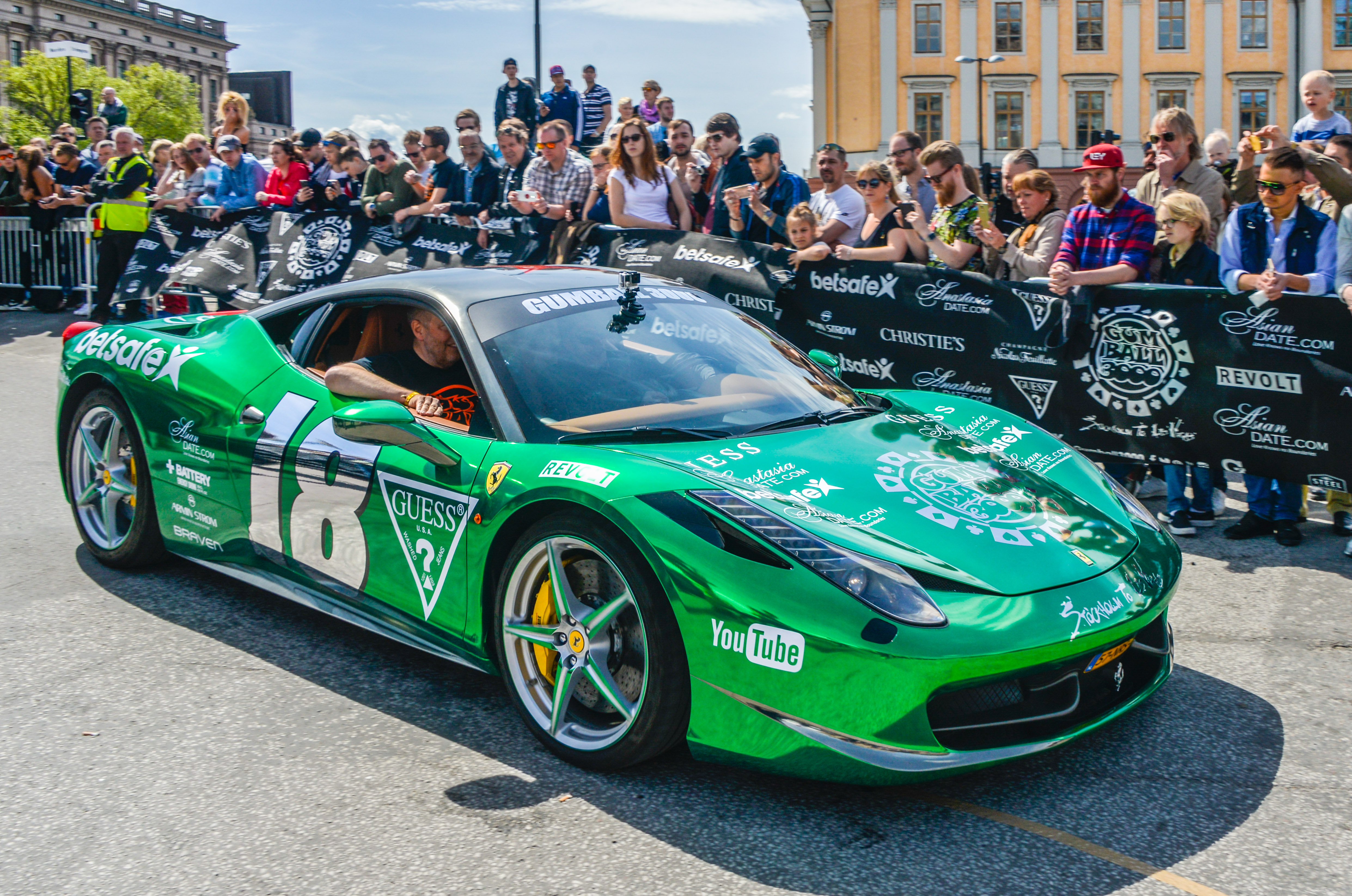
Ferrari 458 Italia
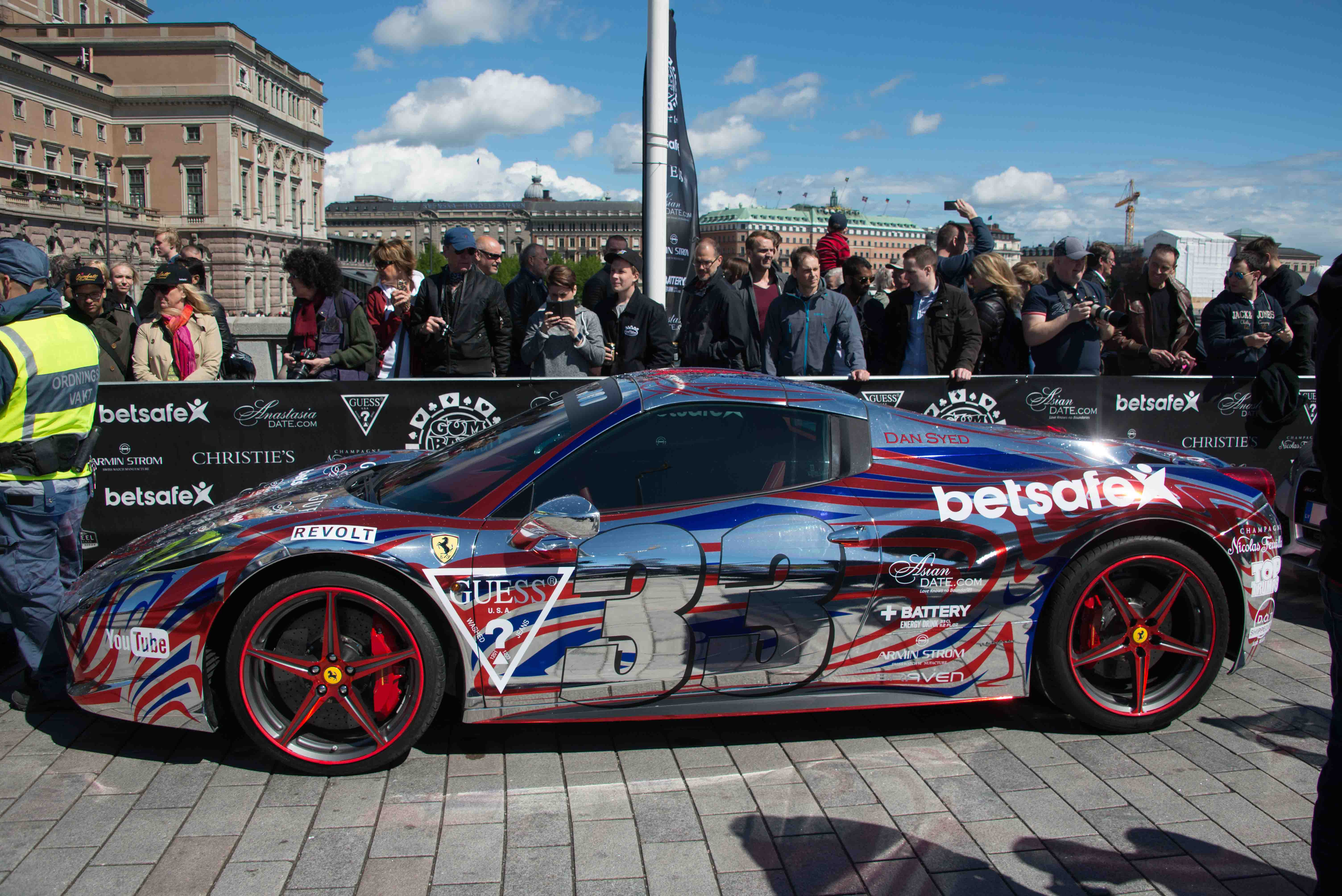
Ferrari 458 Spider
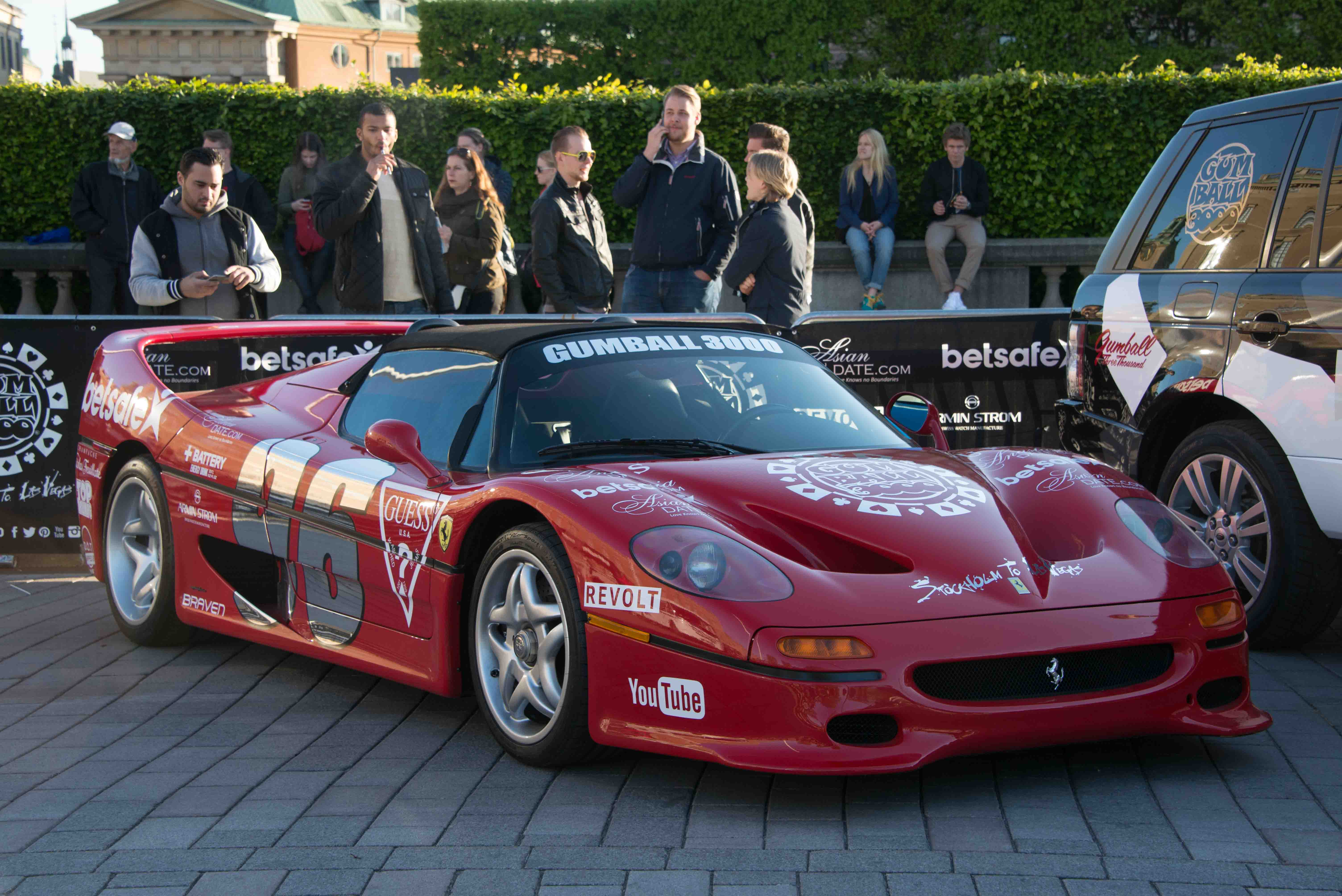
Ferrari F50
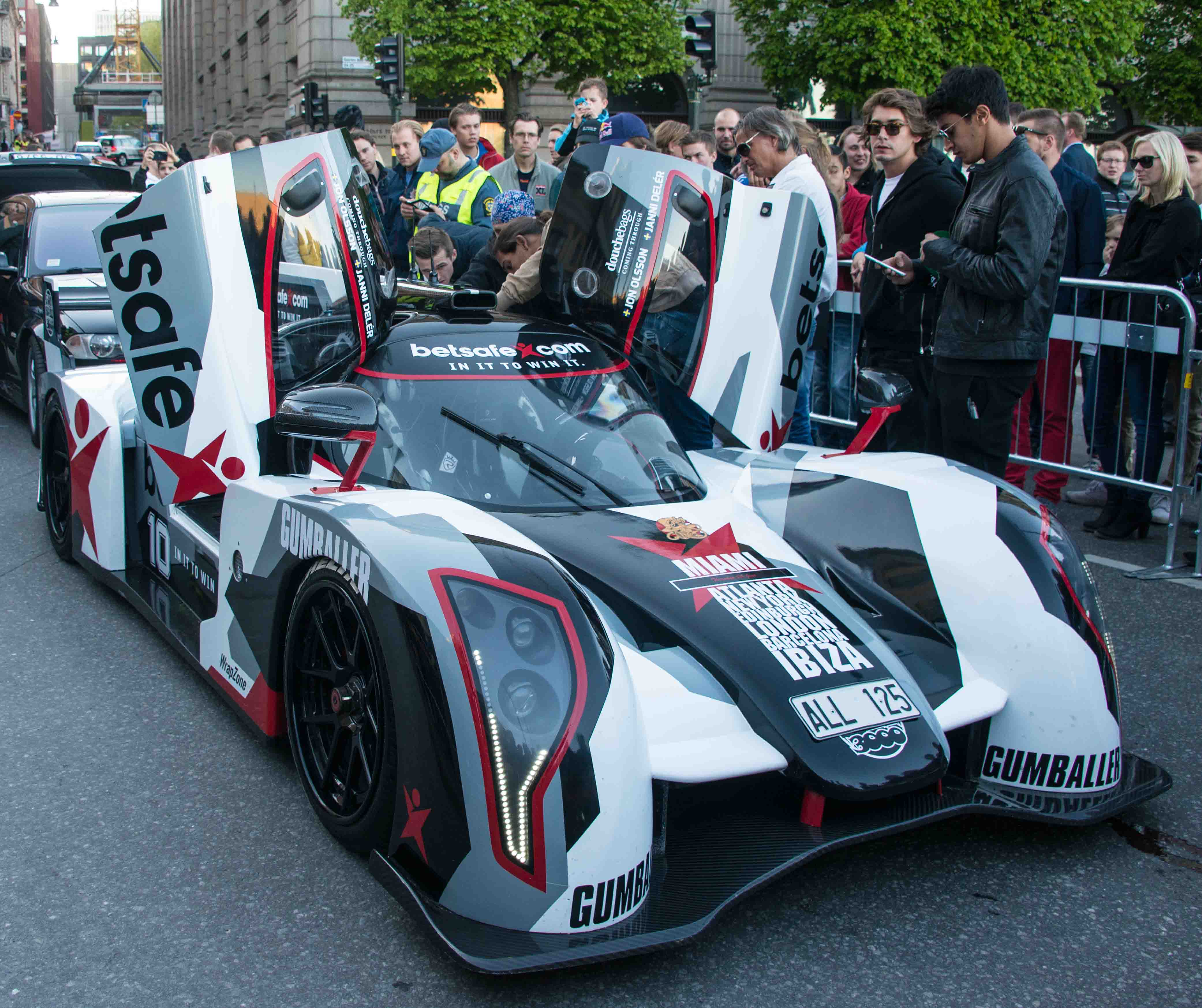
Jon Olssons Rebellion R2k.
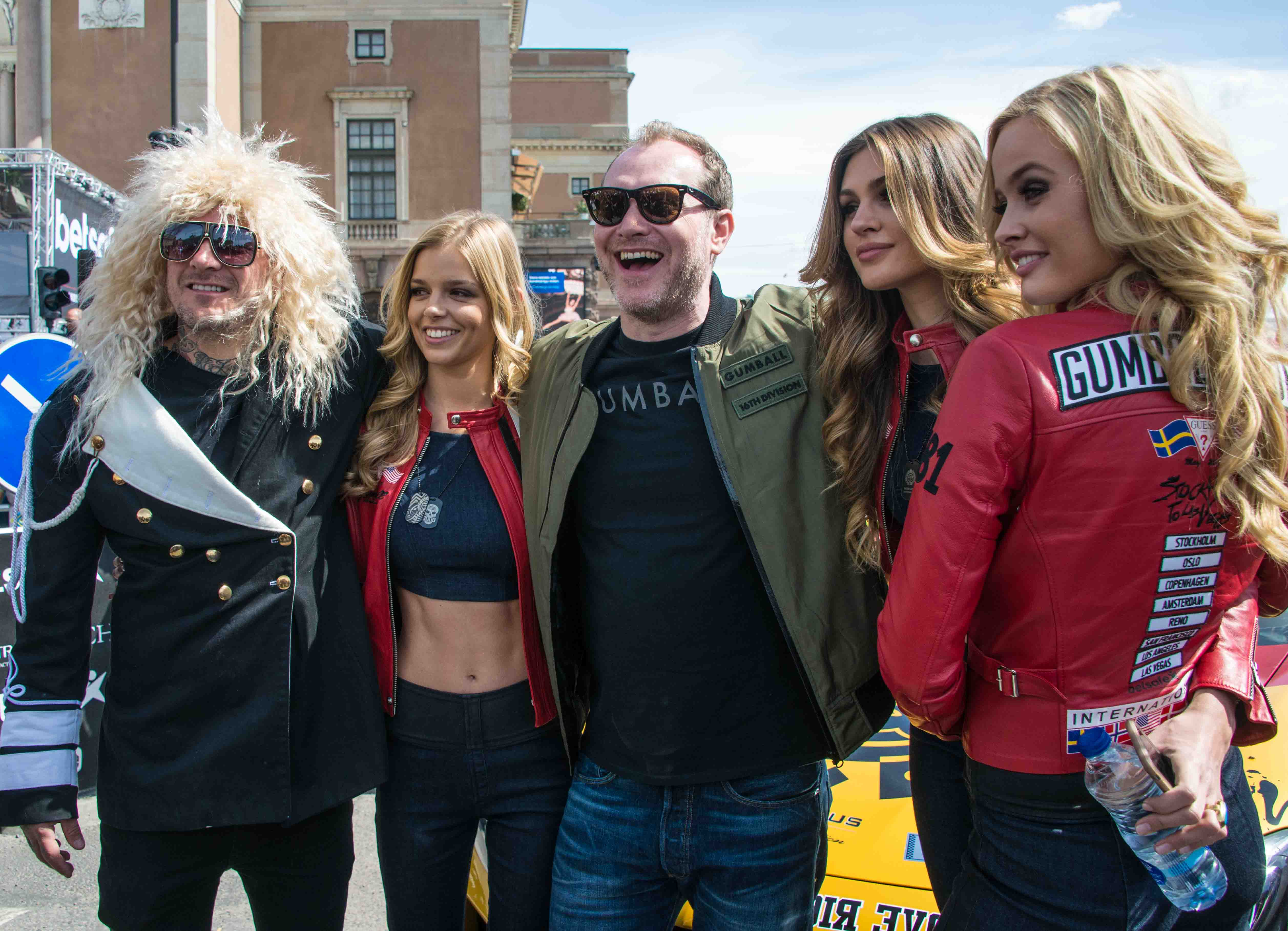
Matthew Pritchard (vänster), Maximillion Cooper (mitten).
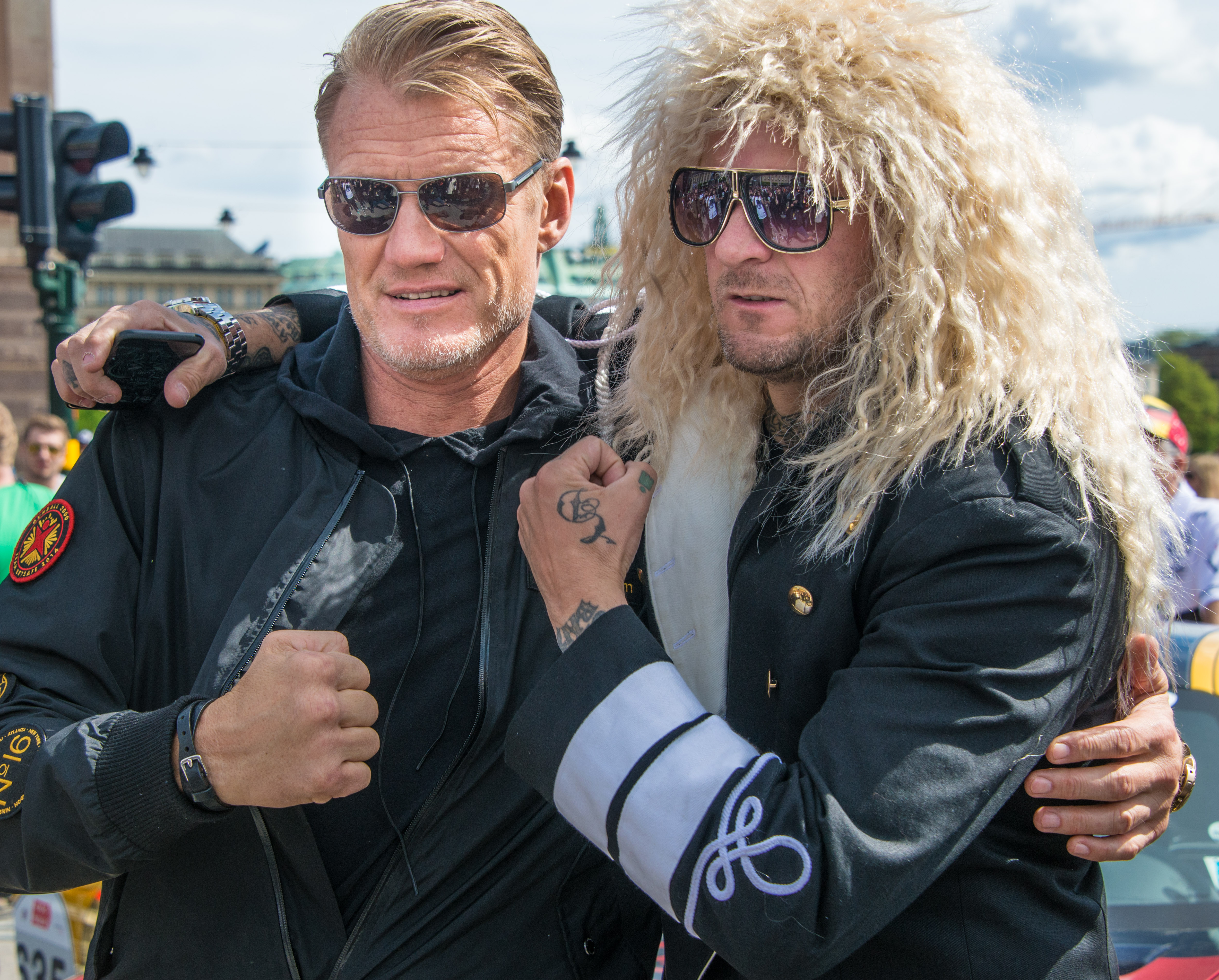
Dolph Lundgren och Matthew Pritchard.
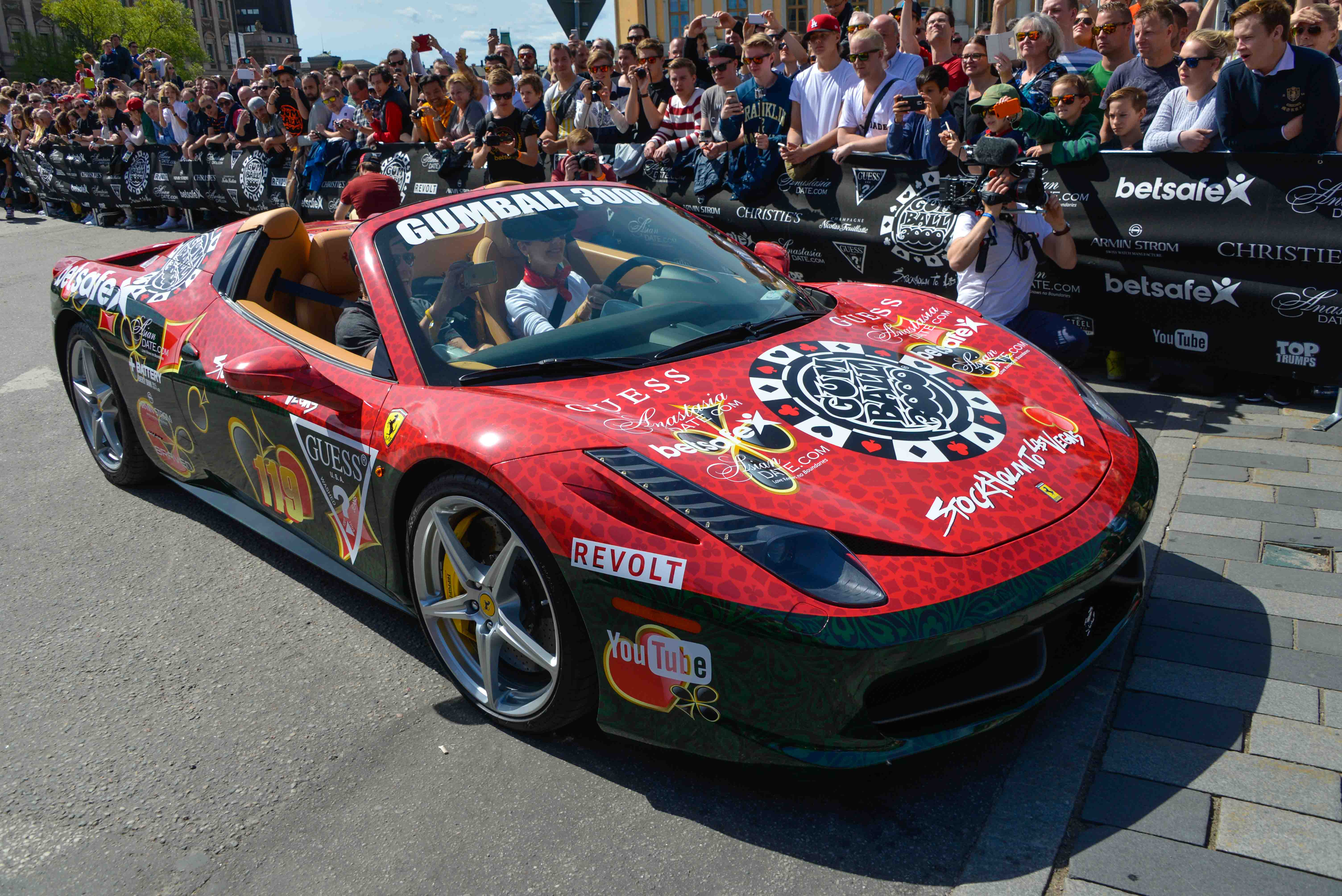
Ferrari 458 Spider
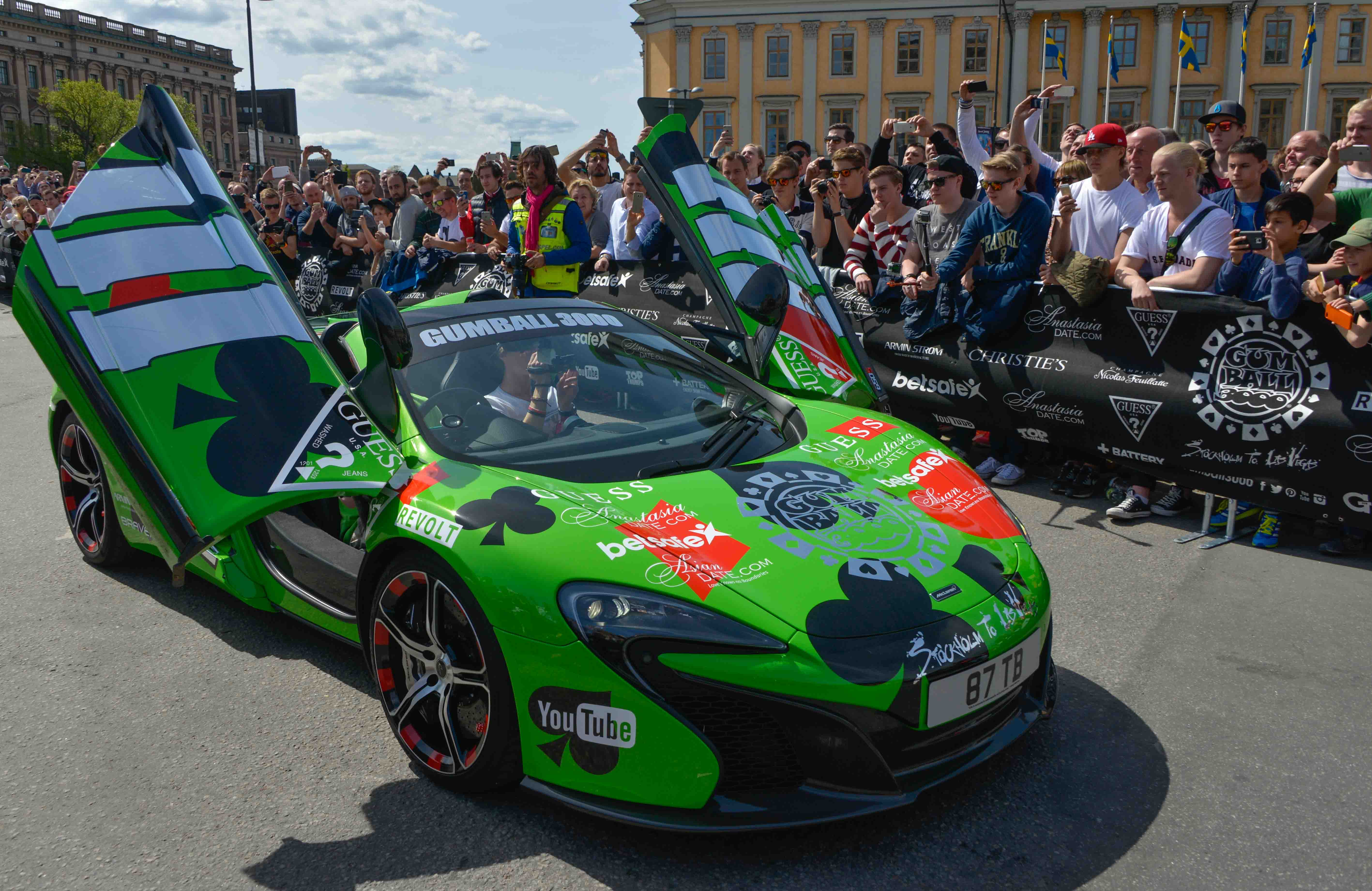
McLaren 650S Spider
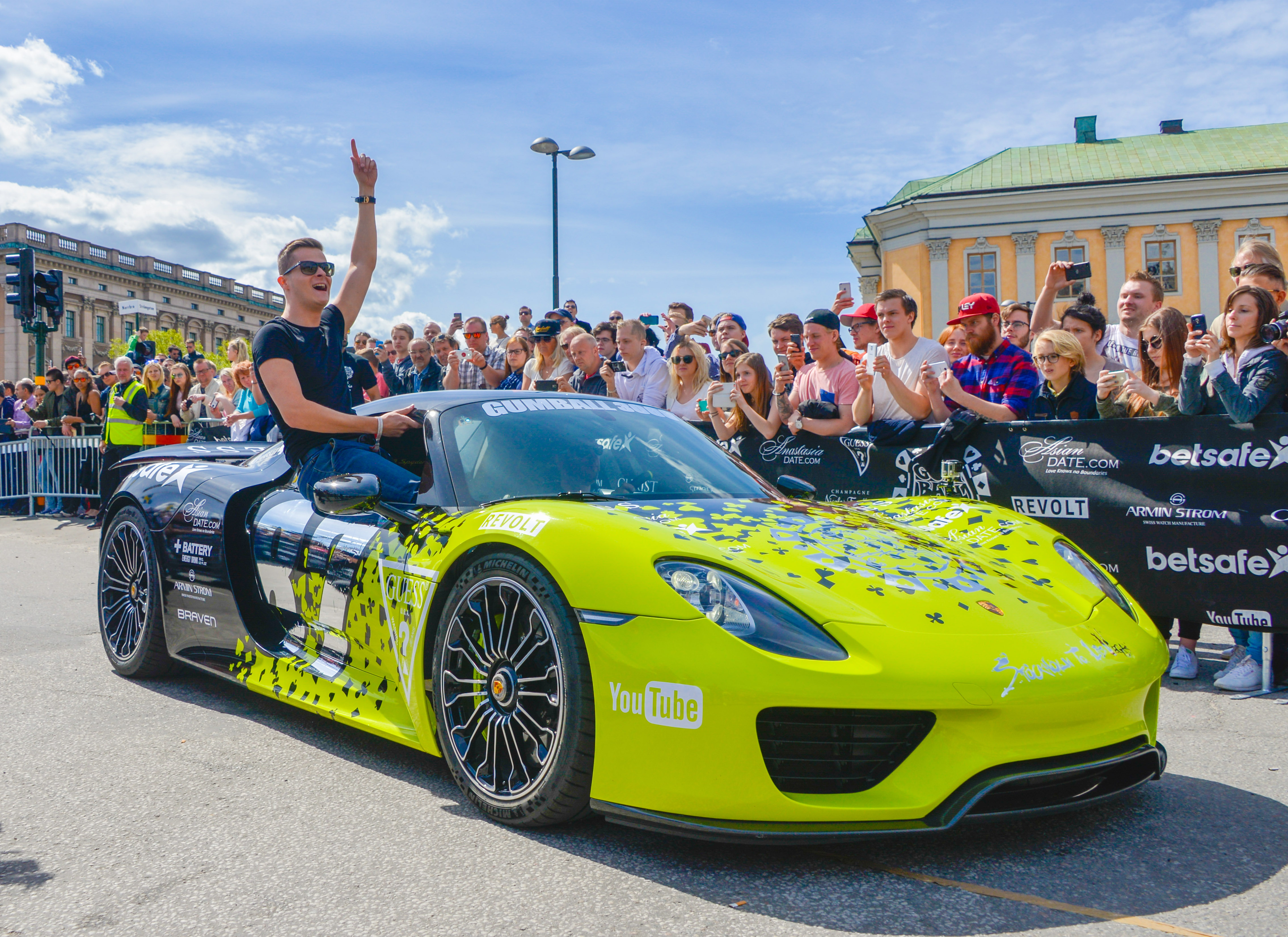
Porsche 918 Spyder
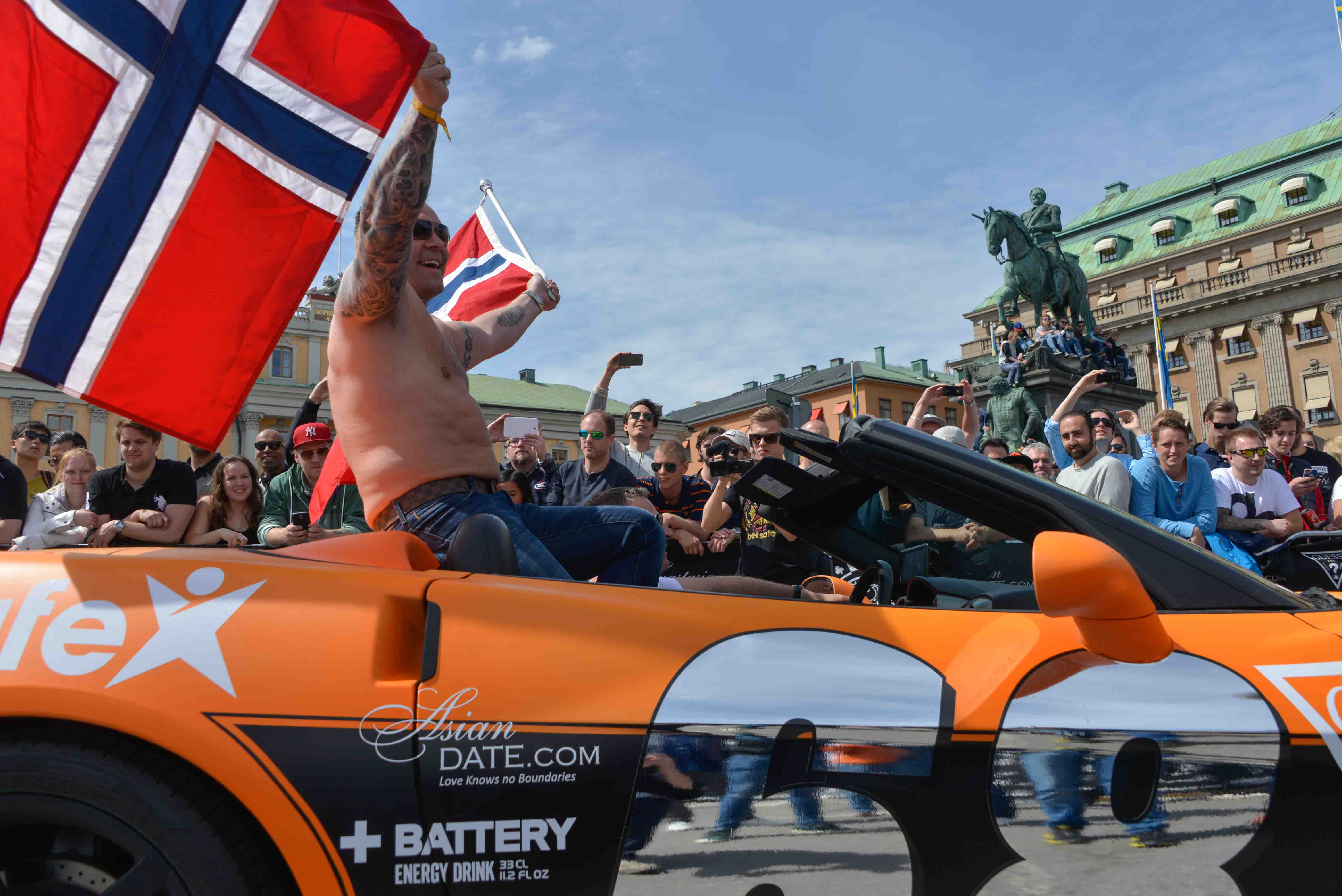
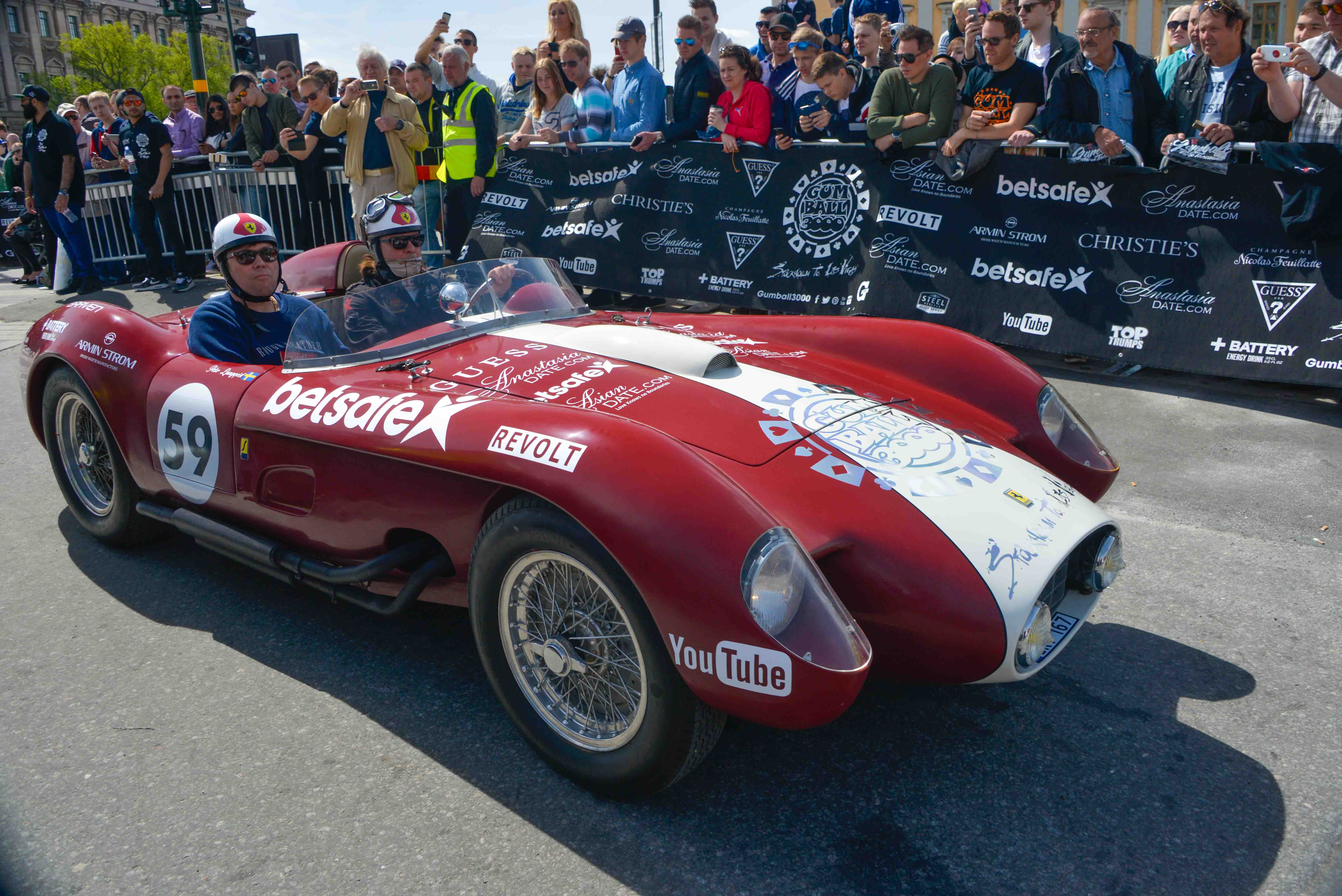
Ferrari 250 Testa Rossa
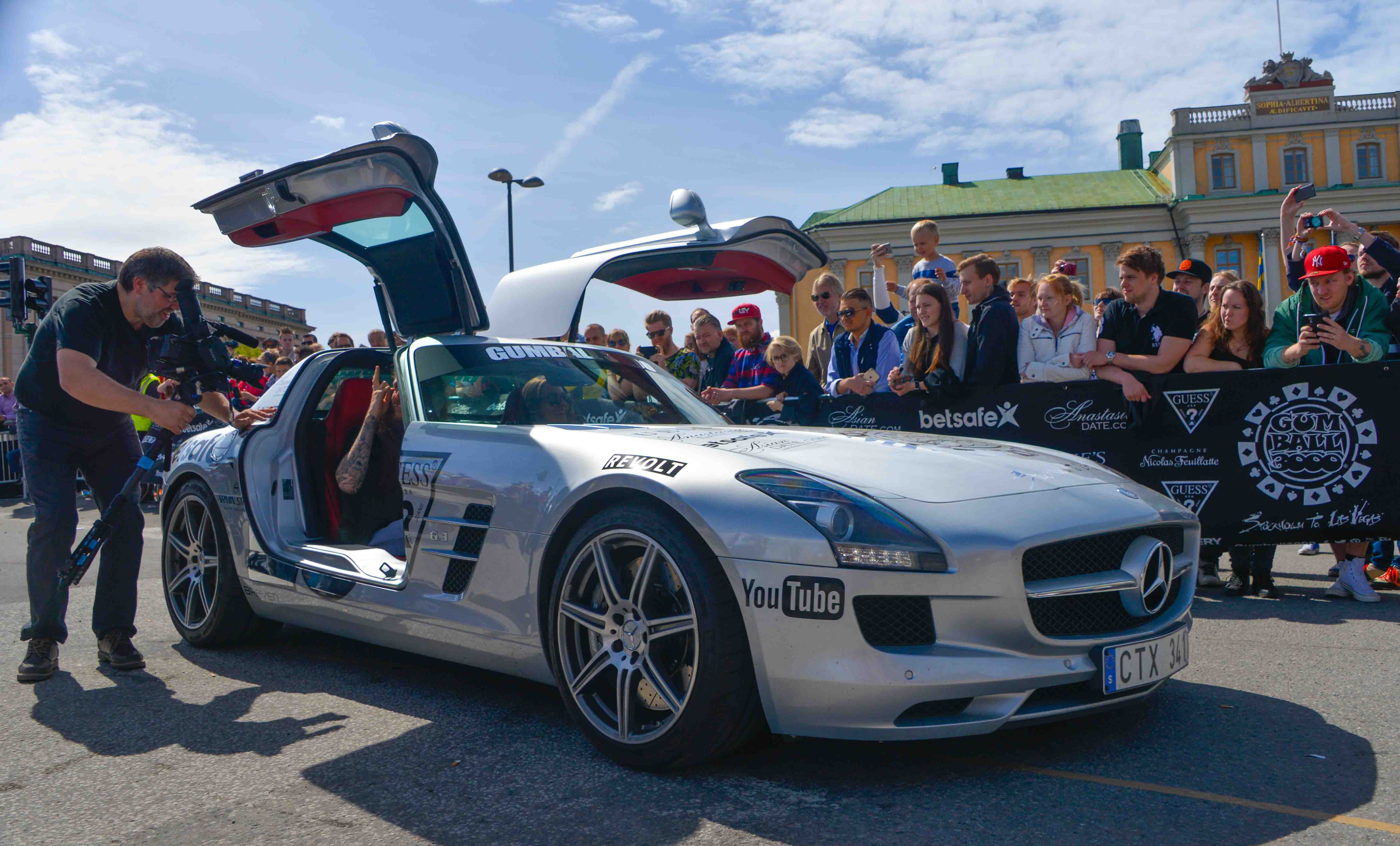
Mercedes-Benz SLS AMG
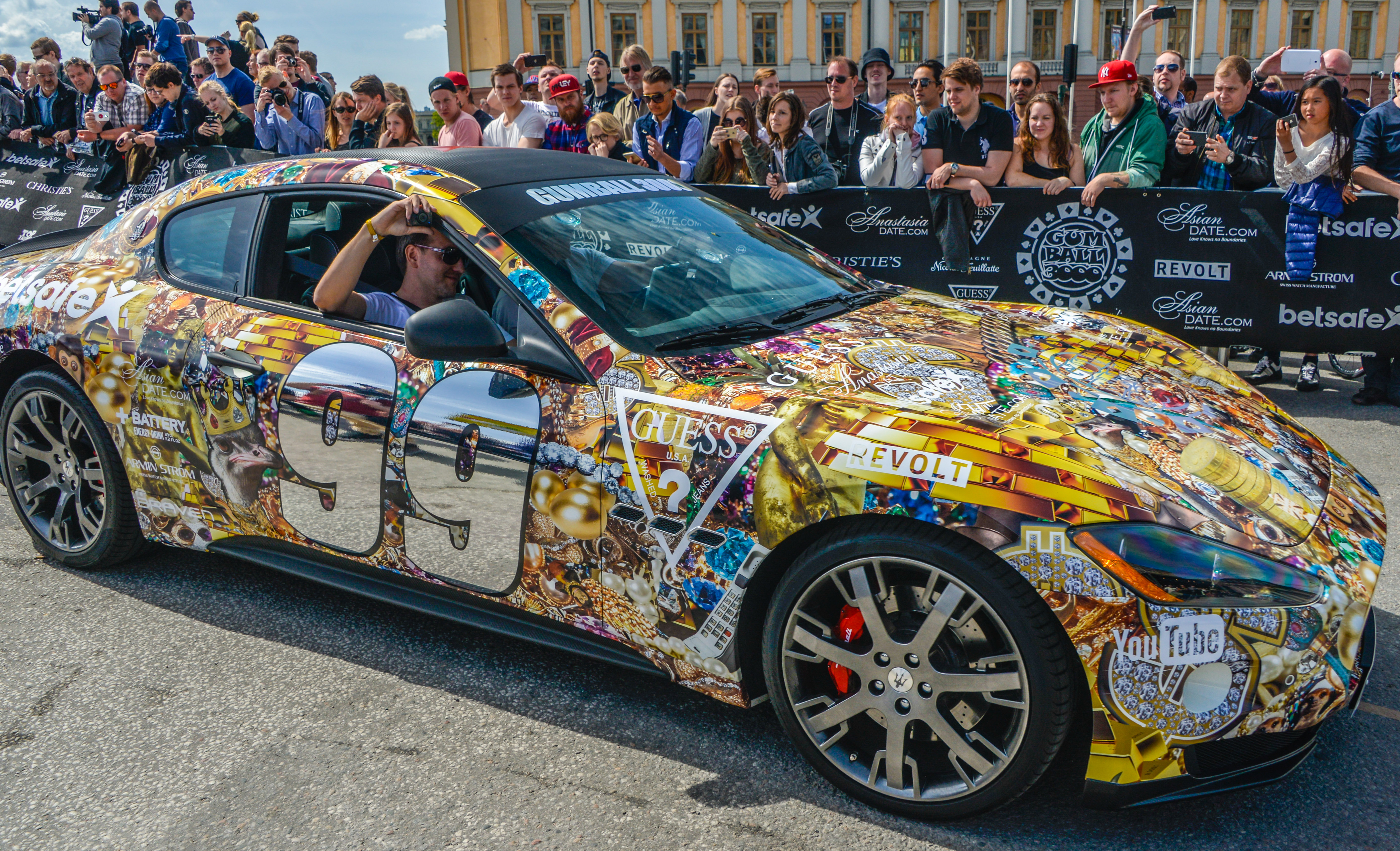
Maserati GranTurismo
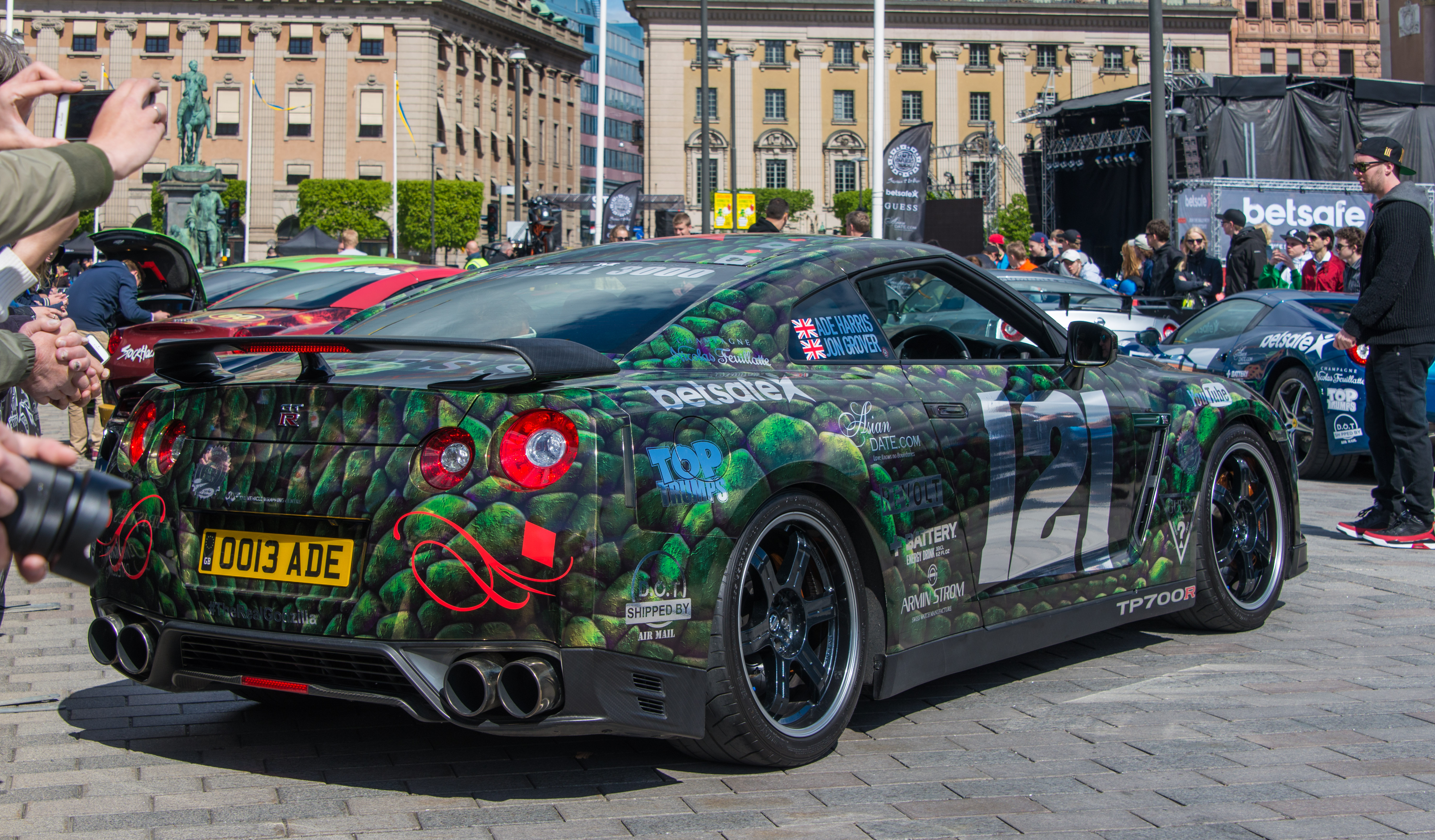
Nissan GTR
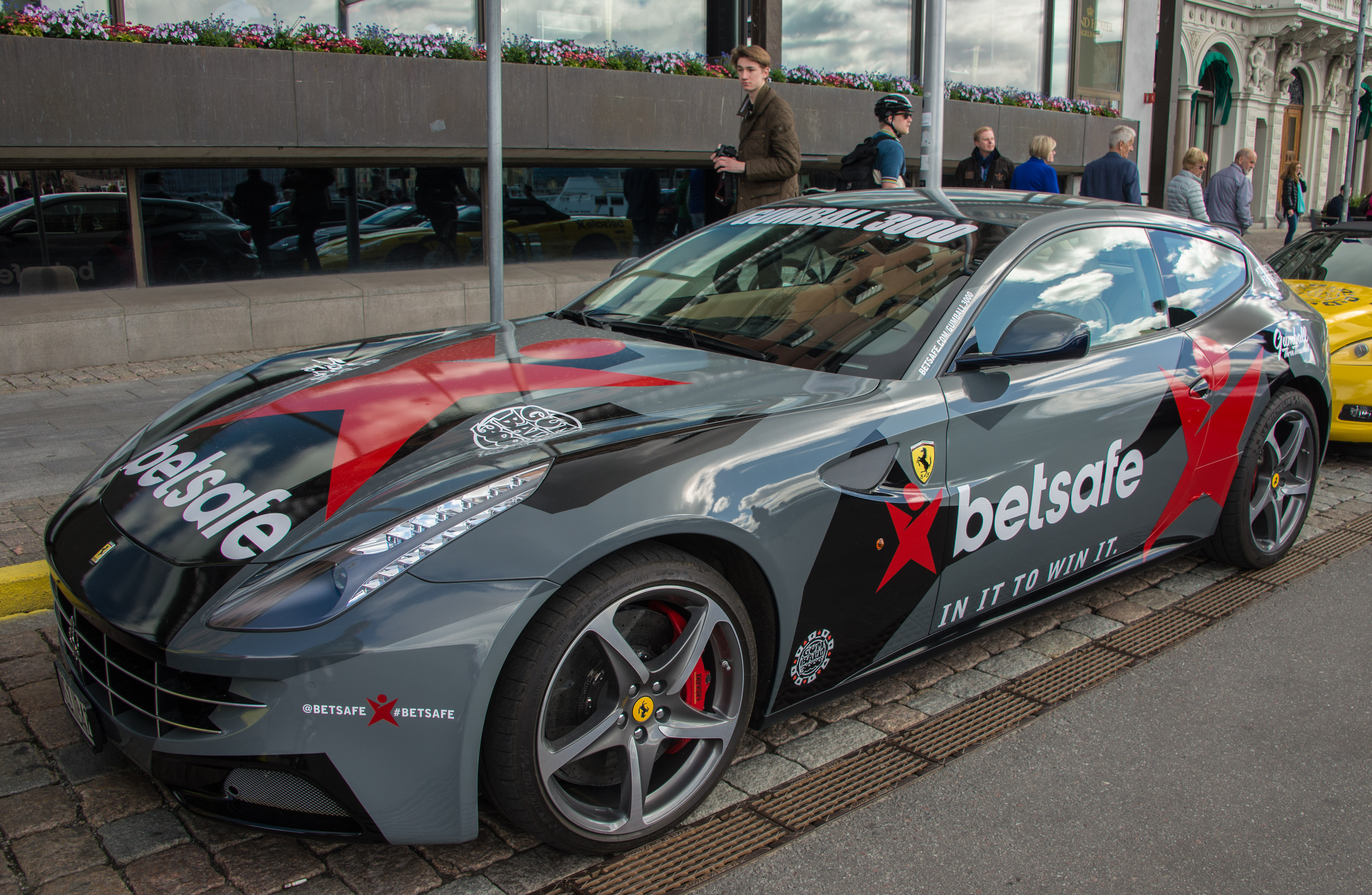
Ferrari FF

## Spel
Gumball 3000 är även titeln på ett spel till Playstation 2, samt ett TV-program på MTV.